# Athanasius Elia Bahi
Mor Athanasius Elia Bahi (Beiroet, 1973) is aartsbisschop van de Syrisch-Orthodoxe Kerk van Antiochië in Canada.
Hij werd gedoopt met de naam “Shaphir”. Hij emigreerde naar Syrië in 1989, waarna hij in 1990 studeerde aan de St. Efrem Universiteit in Damascus.
In 1993 werd hij gewijd tot monnik door de patriarch Mor Ignatius Zakka I. Shaphir kreeg de naam Elia en verbleef vanaf toen in het patriarchaat.
In 1994 werd hij patriarchaal secretaris en was verantwoordelijk voor het patriarchale tijdschrift. Tevens werd hij aangesteld als verantwoordelijke voor financiële en administratieve zaken. In 1996 werd hij tot priester gewijd en in 1998 ontving hij het heilige kruis.
In 2003 werd Elia Bahi gewijd tot aartsbisschop en werd hem de naam Athanasius gegeven. Patriarch Ignatius Zakka stelde hem ook als zijn privésecretaris aan. 
Op 9 februari 2008 werd Athanasius Elia Bahi aangesteld tot patriarchaal vicaris van Canada, nadat zijn voorganger Mor Thimotheus Aphrem Aboodi met pensioen was gegaan.